# Saint-Denis-d’Authou
Saint-Denis-d’Authou ist eine Ortschaft und eine ehemalige französische Gemeinde  mit 447 Einwohnern (Stand: 1. Januar 2022) im Département Eure-et-Loir in der Region Centre-Val de Loire. Sie gehörte zum Arrondissement Nogent-le-Rotrou und zum Kanton Nogent-le-Rotrou.
Mit Wirkung vom 1. Januar 2019 wurden die früheren Gemeinden Saint-Denis-d’Authou und Frétigny zur Commune nouvelle Saintigny zusammengeschlossen und haben dort den Status einer Commune déléguée. Der Verwaltungssitz befindet sich im Ort Saint-Denis-d’Authou.

## Lage
Saint-Denis-d’Authou liegt etwa 45 Kilometer westsüdwestlich von Chartres. Umgeben wird Saint-Denis-d’Authou von den Ortschaften
- Frétigny im Norden und Osten,
- Combres im Osten und Südosten,
- Thiron-Gardais im Süden,
- Arcisses mit Brunelles im Westen und Südwesten und Coudreceau im Westen,
- Marolles-les-Buis im Nordwesten.

## Bevölkerungsentwicklung
| Jahr                      | 1962 | 1968 | 1975 | 1982 | 1990 | 1999 | 2006 | 2013 |
| Einwohner                 | 551  | 453  | 390  | 343  | 380  | 438  | 493  | 493  |
| Quelle: Cassini und INSEE |      |      |      |      |      |      |      |      |

## Sehenswürdigkeiten
- Kirche Saint-Denis

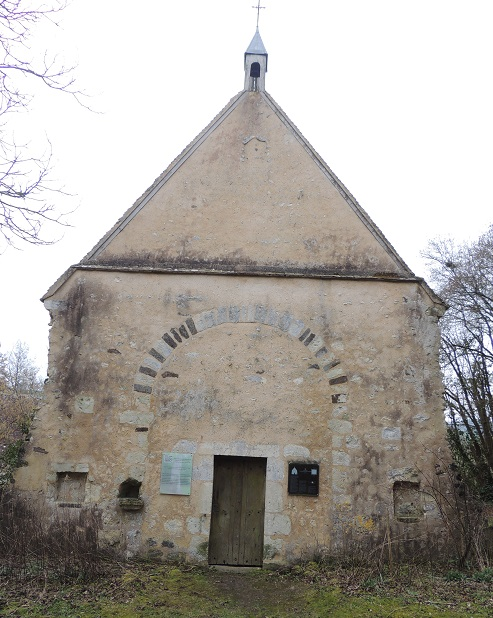
Kapelle Saint-Hilaire

- Kapelle Saint-Hilaire, seit 1995 Monument historique